# فلسطين الأولى
مقاطعة فلسطين الأولى (باللاتينية: Palæstina Prima أو Palaestina I) هي إحدى المقاطعات الستة عشر التي كانت تشكّل الأبرشية المشرقية التابعة للإمبراطورية البيزنطية ابتداءً من عام 390 وحتى القرن السابع. كانت بالأصل جزءاً من مقاطعة فلسطين السوريّة. قام الساسانيون بالاستيلاء عليها لفترة وجيزة، إلاّ أن البيزنطيين استعادوها في عام 628 حتى الفتح الإسلامي للشام عام 636.

## تاريخ
تم تنظيم المنطقة تحت حكم الإمبراطورية الرومانية كجزء من أبرشية الشرق، والتي احتوت بالإضافة إلى هذه المقاطعة كل من المقاطعات التالية: العربية، فيليقيا الأولى، فيليقيا الثانية، الرها، أرض الرافدين، الفرات، إيساوريا، وقبرص. وكانت مقاطعة فلسطين السوريّة قد جُزأت إلى عدد من المقاطعات في القرن السادس، وكانت فلسطين الأولى إحداها، بالإضافة إلى: فلسطين الثانية، فلسطين الثالثة (الصحيحة)، سوريا الأولى، سوريا الصحيحة، فينيقيا، فينيقيا اللبنانية.
تحالف البيزنطيون مع سكان المنطقة من العرب الغساسنة في القرن السادس. وبالرغم من الهيمنة المسيحية على المنطقة، إلاّ أن السامريين قد أسسوا مجتمعًا شبه مستقل في هضبة السامرة، والتي تشكل اليوم الجزء الشمالي للضفة الغربية.
لقد فقد البيزنطيون السيطرة على مقاطعتيّ فلسطين الأولى والثانية بعد الحرب الساسانية البيزنطية، حيث احتلها الساسانيون بمساعدة اليهود عام 614، وقد تشكل تحالف بين الطرفين. لكن الأمر لم يدم طويلاً، إذ استرجع البيزنطيون هذه المنطقة بعد انسحاب الجنود الساسانيين منها عام 628. إلاّ أنهم فقدوها نهائيًا بعد الفتح الإسلامي للشام عام 636، حيث أصبحت تُعرف بـ"جند فلسطين"، والذي كان يتبع للخلافة الراشدة.